# Pyŏn In Sŏn
Pyŏn In Sŏn, również Pyon In Son (kor. 변인선, ur. 1946) – północnokoreański polityk i dowódca wojskowy, generał pułkownik (kor. 상장) i od marca 2012 roku dowódca 4 Korpusu Koreańskiej Armii Ludowej.

## Kariera
Generalskie szlify i stopień generała-majora (kor. 소장) otrzymał w 1992 roku. Na stopień dwugwiazdkowego generała-porucznika (kor. 중장) awansował 13 kwietnia 1997 roku. W lipcu 2003 roku awansowany na generała-pułkownika (kor. 상장). Były dowódca 7. Korpusu Koreańskiej Armii Ludowej, w sierpniu 2011 roku mianowany dowódcą 4. Korpusu Koreańskiej Armii Ludowej, która stacjonuje w prowincji Hwanghae Południowe. Zastąpił na tym stanowisku gen. Kim Kyŏk Sika.
Podczas 3. Konferencji Partii Pracy Korei 28 września 2010 roku został wybrany członkiem Komitetu Centralnego PPK. Deputowany XI oraz XII kadencji Najwyższego Zgromadzenia Ludowego KRLD, parlamentu Korei Północnej. Po śmierci Kim Dzong Ila w grudniu 2011 roku, Pyŏn In Sŏn znalazł się na 63. miejscu w 233-osobowym Komitecie Żałobnym. Według specjalistów, miejsca na listach tego typu określały rangę polityka w hierarchii aparatu władzy.
W lutym 2012 roku towarzyszył Kim Dzong Unowi podczas inspekcji koszar 4. Korpusu.